# ZOA
ZOA is een internationaal werkende Nederlandse protestants-christelijke stichting. Het hoofdkantoor is gevestigd in Apeldoorn. De organisatie biedt vanuit een christelijke levensovertuiging hulp aan mensen die getroffen zijn door een natuurramp of een gewapend conflict, ongeacht hun religie of afkomst. Gemeenschappen worden geholpen totdat zij weer in eigen levensonderhoud kunnen voorzien. Behalve door noodhulp gebeurt dat bijvoorbeeld door inkomens- en landbouwprojecten.

## Geschiedenis
ZOA kwam in 1976 als Stichting Comité Hulpverlening Zuidoost-Azië te Groningen voort uit het in 1973 gevormde Comité Hulpverlening Zuid-Vietnam. Dat comité was een reactie op de oprichting van het Comité Hulpverlening Vietnam, dat een progressief linkse achtergrond had en praktisch alleen hulp verleende aan Noord-Vietnam. Het initiatief is ontstaan bij de studenten van het Gereformeerd Politiek Jongeren Contact, afdeling Groningen, waarbij in eerste instantie de studenten Koos van Houdt, Wybrandt Dijksterhuis en hun politieke vriend Henk van der Velde er hun schouders onder zetten. Uiteindelijk zouden vertegenwoordigers van zeven kerkelijke groeperingen zich tot de doelstellingen van het comité bekennen. Zij beschouwden het als hun christelijke plicht om aandacht te vragen voor de door de oorlog getroffenen in Zuid-Vietnam en deze groepen materiële hulp te verlenen.
Tijdens de Vietnamoorlog beschouwde volgens de initiatiefnemers het gros van de westerse media en politiek alleen de Noord-Vietnamezen als slachtoffer van de Amerikaanse agressie en was er geen aandacht en compassie met de slachtoffers van Noord-Vietnamese agressie van de oorlog in Zuid-Vietnam waar eveneens grote nood was. Het comité vond grote weerklank bij het protestants-christelijke volksdeel in Nederland. In de jaren na de machtsovername op 30 april 1975 van Zuid-Vietnam door de Noord-Vietnamezen vond een grote en ook bestendige vluchtelingenstroom uit Vietnam plaats. Het comité zette zich dan ook voor deze vluchtelingen in. Met de val van Laos en Cambodja voor de door Vietnam gesteunde communisten begon ook uit deze landen een vluchtelingenstroom op gang te komen, al was deze aanvankelijk beperkt doordat de vluchtelingen bij de grenzen zo veel mogelijk door het communistische bewind werden 'opgevangen'. Het comité steunde de hulpverlening aan de vluchtelingen onder meer in Thailand in samenwerking met onder andere de Amerikaanse hulporganisaties C&MA en CAMA en kwam voor haar zwaarste taak te staan toen Vietnam Cambodja binnenviel en het Cambodjaanse schrikbewind van de Rode Khmer in 1979 omver wierp. Tienduizenden zieke, verzwakte en uitgehongerde mensen vluchtten hierop vanuit Cambodja naar Thailand.

## 21e eeuw
In 2012 werd de naam ZOA-vluchtelingenzorg officieel gewijzigd in ZOA. De organisatie biedt overal ter wereld noodhulp en ondersteuning aan getroffenen bij repatriëring en/of wederopbouw en werkt daarbij nauw samen met de lokale bevolking van het opvanggebied. De achtergrond is nog steeds protestants-christelijk, maar de hulp wordt ongeacht de religieuze, of politieke achtergrond van de getroffenen verleend.
ZOA helpt vluchtelingen om hen weer in hun eigen levensonderhoud te laten voorzien. Voorbeelden zijn onderwijsprojecten, irrigatieprojecten, bouwen van waterputten en training voor onderhoud daarvan, huizenbouw, traumaworkshops, landbouwtrainingen en zadendistributie. Daarnaast wordt er noodhulp geboden.
ZOA wil gemeenschappen helpen zelfredzaam te worden. Hiertoe worden wederopbouwprogramma’s opgezet gericht op structurele verandering en vermindering van kwetsbaarheid en sociale ongelijkheid. Landen waar de organisatie actief is zijn onder meer Afghanistan, Burundi, DR Congo, Ethiopië, Filipijnen, Jemen, Jordanië, Liberia, Myanmar, Sri Lanka, Sudan, Uganda en Zuid-Sudan.
In december 2020 kwam een hulpverlener van ZOA om het leven tijdens de Oorlog in Tigray.